# Josef Leopold Václav Dukát
Josef Leopold Václav Dukát (pokřtěn jako Josef Leopold Wenceslaus Dukat, 12. března 1684, Prostějov – 4. června 1717, Želiv) byl český, resp. moravský premonstrátský řeholník a hudební skladatel.

## Život a činnost
Všeobecné vzdělání získával od roku 1696 na jezuitské koleji v Olomouci.
Poté odešel jako řeholník do premonstrátského kláštera v Želivi, kde působil jako varhaník a sbormistr.
Jeho nepublikované dílo Cithara nova (12 duchovních sólových kantát na latinský text v tehdejším novém italském stylu) z roku 1707 bylo dedikováno opatovi Želivského kláštera Jeronýmu Hlínovi, jenž Dukátův autograf uchovával v knihovně kláštera.

## Dílo

### Kantáty (duchovní skladby)
- 1707 Cithara nova
  - Ne. 3, De Resurrectione Domini vel de Martyre

  1. Aria – Victoria! Vicit leo the tribu Judah. .
  2. Recitativo – Ad tanti regis voctoriam
  3. Aria – Laeti canamus alleluia.

  - Ne. 4, De vanitate. Pro omni tempore
  - Ne. 7, De Beata Virgine et pro omni tempore

  1. Aria – Fure, fure, sterne, neca, saeva, fure, Stygis fax ,. . .
  2. Recitativo – Quid, quid sunt tua, orce, tormenta? . . .
  3. Aria – Sto, sto ommobilis athleta ,. . .
  4. Aria – In te, mater Dei, spero. . .
  5. Aria – Fure, fure, sterne, neca. . .

  - Ne. 8, De venerabili Sacramento
  - Ne. 9, De vanitate pro omni tempore
  - Ne. 10, De venerabili Sacramento
  - Ne. 11, De Beata Virgine Maria vel pro omni tempore

  1. O infaustae Syrenaulae, proh dolosae...
  2. Quis mihi proram porriget?
  3. Jam salus mea properat